# Incisivo centrale superiore

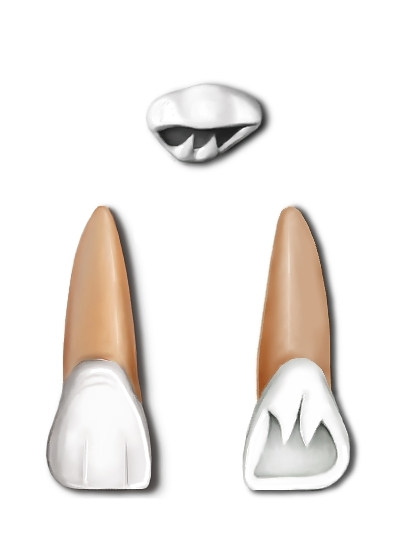
Incisivo centrale superiore

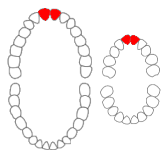
Incisivi centrali superiori nella dentatura permanente (sinistra) e nella dentatura decidua (destra).

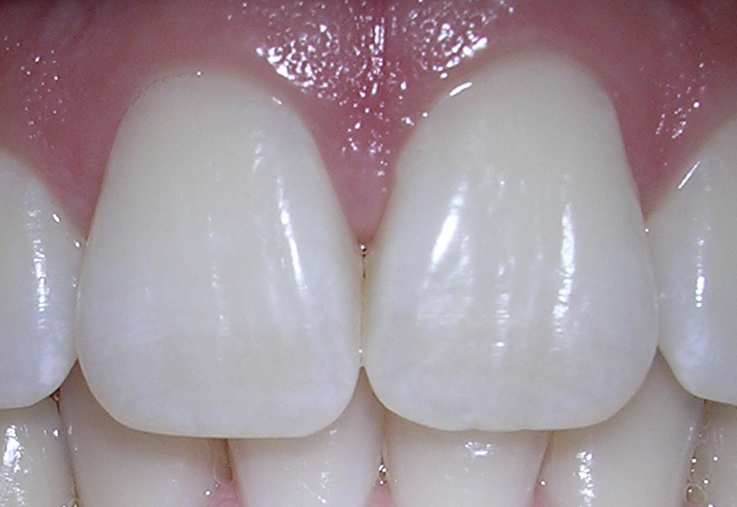
Incisivi centrali superiori nell'uomo

L'incisivo centrale superiore è il primo dente dell'arcata dentaria. Mediamente l'elemento è lungo 22.5 mm, di cui 10.5 mm coronali e 12 radicolari, e ha un diametro mesiodistale piuttosto ampio (circa 9 mm).
Ha quattro facce e un margine incisale, le sue funzioni sono: taglio del cibo, caratterizzazione, fonetica ed estetica.

## Disposizione e rapporti
L'incisivo centrale superiore è l'unico dente (insieme all'omologo inferiore) che mesialmente prende contatto con il lato mesiale di un dente contiguo: infatti la faccia che guarda verso il centro della bocca è adiacente a quella dell'incisivo centrale eterolaterale. Tale contatto è piuttosto basso, verso il terzo incisale della corona. Con il tempo e con l'usura dei denti questo contatto diventa una superficie ellittica piuttosto allungata in senso corono-cervicale. Il contatto tra gli incisivi è frequentemente alterato: i denti possono essere diastemati, ovvero spaziati tra loro per esempio per l'inserzione alta di un attacco del frenulo labiale; problematiche di natura ortodontica possono distanziare, sovrapporre, sventagliare o retroinclinare l'elemento.
Distalmente il contatto con l'incisivo laterale è leggermente più in alto tra terzo incisale e terzo medio. Vestibolarmente l'incisivo centrale superiore presenta tre lobi e due depressioni, che partono dal bordo incisale e si perdono, sfumandosi, intorno al terzo medio. Questi lobi prendono il nome i lobo mesiale, distale e centrale e sono pressoché uguali tra loro.  Nel terzo cervicale, sempre sulla faccia vestibolare si notano delle rugosità, che ripetono la forma del colletto, dette creste cervicali. Lingualmente  troviamo nel terzo cervicale un rigonfiamento detto cingolo o tallone, ai lati di questo sui bordi prossimali si notano le creste marginali.

## Morfologia coronale
Vestibolarmente  è piuttosto asimmetrico: infatti tende ad armonizzarsi con il laterale e con il resto dell'arcata, quindi il suo margine mesiale è più lungo del distale, e si presenta quindi obliquo in senso disto mesiale. Il margine incisivo è perpendicalore all'asse lungo del dente presenta due angoli, il mesiale leggermente appuntito e il distale più arrotondato. Il punto di contatto mesiale si trova vicino al margine incisivo il distale alla fine del terzo incisivo.. Il contorno cervicale forma un semicerchio a concavità occlusale. Superficialmente la faccia vestibolare è convessa nei due sensi, solcata da due depressioni che danno origine a tre lobi o "mammelloni". Il contorno occlusale (o bordo libero) è caratterizzato quindi da due incisure, più marcate nel soggetto giovane, che si continuano con lievi depressioni sulla superficie vestibolare, che risulta così trilobata: il lobo centrale è sempre più piccolo dei laterali, uguali tra loro. Nel terzo cervicale vi sono delle rugosità dette "creste cervicali" che ripetono la forma del contorno cervicale.
Palatalmente  sono evidenti le creste marginali sui lati mesiale e distale, ovvero degli spessori maggiori dello strato di smalto a contorno dell'elemento, delimitando la fossetta incisiva palatale. Medialmente e cervicalmente è presente un tubercolo  detto "cingolo" o "tallone" che si unisce al margine incisivo tramite una cresta, detta "rilievo longitudinale" spesso appena accennata, ed è raggiunto dalle creste marginali. Il tubercolo è generalmente ben delimitato, separato dalla fossetta incisiva da un solco. Rispetto al prospetto vestibolare, i fianchi sono più stretti, così da determinare un minore raggio di curvatura a livello del colletto linguale.
Distalmente e mesialmente l'elemento non presenta grosse differenze, considerando comunque che distalmente sarà apprezzabile la minor lunghezza del margine disto-vestibolare rispetto al mesio-vestibolare. Anche il colletto mesiale è più profondo del distale. La corona appare cuneiforme per la convergenza dei contorni vestibolare e palatale a livello del bordo incisivo, che risulta arrotondato. Il contorno vestibolare è convesso, specialmente a livello cervicale; quello palatale è concavo per i due terzi e convesso fino al cingolo. Il colletto è ampiamente convesso verso la radice, si può dire che forma una v piuttosto aperta, ed è più profondo mesialmente. osservando il dente dalle facce prossimali; distale e mesiale si apprezza che il margine incisivo è posto in asse.
Occlusalmente o per dire meglio "incisalmente"la sua forma ricorda un occhio con palpebra calante, dove la palpebra rappresenta la convessità vestibolare, le creste marginali disegnano il profilo inferiore dell'occhio mentre la pupilla è rappresentata dal cingolo. Tale cingolo è leggermente spostato in senso distale, per conferire robustezza all'elemento nei confronti delle forze occlusali mantenendo la superficie mesiale idonea al taglio del cibo, e il contorno mesiale risulta quindi più ampio del distale. Il bordo libero, festonato sul contorno vestibolare per via delle depressioni vestibolari, divide la metà vestibolare da quella linguale: procede rettilineo nel versante mesiale, poi curva lingualmente nel versante distale.
Nella sua complessità è quindi un elemento piuttosto tozzo, con il diametro mesiodistale maggiore del vestibolopalatale.
Ma va ricordato comunque, che subito dopo il canino inferiore, è il dente con la corona più lunga.
La radice, unica e piuttosto tozza ha nel complesso una forma conica. L'apice, come tutti i denti, si presenta lievemente inclinata distalmente.

## Morfologia radicolare
L'incisivo centrale è monoradicolato: il tronco radicolare è piuttosto largo nella prima metà, poi si assottiglia gentilmente fino all'apice, che risulta lievemente piegato in senso distale, nel 18% dei casi. La radice è attraversata da un unico canale radicolare, generalmente piuttosto ampio. Nel 23% dei casi dal canale principale si dipartono canali laterali, nel 13% dei casi le ramificazioni sono solo apicali. Inoltre la radice dell'incisivo centrale superiore presenta una forma conica smussata ed equivale mediamente ai 3/5 della lunghezza totale (22,5 mm). Vestibolarmente presenta una superficie convessa, che si restringe a livello linguale. Rispetto al proprio asse la radice presenta, il più delle volte, una inclinazione distale. 
Nel dente giovane la polpa è molto ampia, specialmente in senso mesio-distale. Col passare del tempo, la apposizione di dentina terziaria riduce la cavità pulpare tendendo ad arrotondarne la sezione.

## Odontogenesi
La calcificazione della corona inizia verso 3-4 mesi e viene completata verso i 4-5 anni. Il dente erompe verso i 6 anni, sostituendo il deciduo, e la rizogenesi è completata entro i 10 anni.
Il deciduo erompe tra i 7 e gli 8 mesi.